# Kastavski statut
Kastavski statut je statut grada Kastva iz 1400., pisan hrvatskim jezikom i glagoljskim pismom.
Prema nekim izvorima statut je napisan 1490., ali je tada vjerojatno preveden s glagoljice na latinski, jer je sačuvan u latinskom jeziku.
Kastavski statut potvrđuje status Kastva, kao administrativno i političko središte iz kasnog 14. stoljeća. Prvi zapis nije sačuvan, ali je sačuvano nekoliko prijepisa na čakavskom, latinskom, talijanskom i njemačkom jeziku. Danas je pohranjen u Nacionalnoj i sveučilišnoj knjižnici u Zagrebu.

## Poveznice
- Kastav
- Vrbnički statut